# Adoração dos Reis Magos (Vicente Gil)
Adoração dos Reis Magos é uma pintura a óleo sobre madeira de carvalho pintada cerca de 1501-25 pelo pintor português do período do Manuelino Vicente Gil (activo 1491-1525). Este quadro provém de Montemor-o-Velho encontrando-se actualmente no Museu Nacional de Arte Antiga, em Lisboa.
Vicente Gil foi um importante pintor em Lisboa, mas ainda no século XV mudou-se para Coimbra, talvez porque a concorrência na capital de mestres mais evoluídos no novo gosto de influência flamenga lhe vedasse o acesso a encomendas de relevo. A oficina regional coimbrã do chamado Mestre do Sardoal corresponde, de facto, à actividade de Vicente Gil e do seu filho Manuel Vicente (activo 1521-1530).
A Adoração dos Reis Magos que representa o homónimo episódio bíblico mostra a utilização de modelos comuns na pintura portuguesa, mas com um tratamento claramente mais rude, um desenho rígido e uma aplicação de tintas pouco fluída características do estilo desta oficina.

## Descrição
A composição tem a linha central definida pela coluna de mármore encimada por capitel coríntio que a divide em duas zonas: a da esquerda, onde se encontra a Sagrada Família, e a da direita, onde se posicionam os três reis magos.
O Menino Jesus está ao colo da Virgem Maria que se encontra sentada tendo a seu lado, de pé, São José, recebem a visita dos três reis magos, Gaspar, Baltazar, ajoelhados, e Melchior, de pé atrás a retirar da cabeça a coroa de rei que os outros dois já haviam feito, que guiados pela estrela que se pode ver na vertical acima a cabeça de S. José, vêm prestar a sua homenagem e oferendar ouro, incenso e mirra.
O equilíbrio ou simetria na pintura são conseguidos por vários modos. Assim, duas personagens estão sentadas (a Virgem Maria e o Menino Jesus) e e duas ajoelhadas (Gaspar e Baltazar), há uma de pé em cada um dos lados (São José e Melchior). Esta contraposição verifica-se também nos gestos das figuras e nos objectos representados. Assim, a Virgem Maria e o Menino Jesus seguram com a mão direita peças de ouro, enquanto Gaspar e Baltazar têm ambos as mãos postas, São José e Melchior seguram cada um com a sua mão esquerda duas peças riquíssimas de ourivesaria com o incenso e a mirra, e o terceiro receptáculo de oferenda com o ouro foi colocado juntamente com o barrete coroado do mago Gaspar, na escadaria em primeiro plano.
Em fundo, no lado esquerdo há ruínas que permitem ver colinas arredondadas com arvoredo, e do lado direito uma paisagem com maior profundidade arborizada e percorrida por um caminho que dá acesso a uma construção que se vislumbra ao longe.

### Ligação externa
- Página oficial do Museu Nacional de Arte Antiga